# Lawson Software
Lawson Software ist ein US-amerikanischer Anbieter von Software- und Servicelösungen für Unternehmen. Seinen Sitz hat das NASDAQ-notierte Unternehmen in St. Paul, Minnesota.
Lawson Software liefert Software- und Servicelösungen in den Bereichen Produktion, Handel, Wartung und Service an 2008 rund 4.500 Kunden weltweit. Softwarelösungen von Lawson beinhalten Enterprise-Performance-Management, Supply-Chain-Management, Enterprise-Resource-Planning, Customer-Relationship-Management, Manufacturing-Resource-Planning, Enterprise-Asset-Management und branchenspezifische Anwendungen.

## Entwicklung des Unternehmens
Lawson Software wurde im Jahre 1975 in Minneapolis als Lawson Associates von den Brüdern Richard und Bill Lawson sowie John Cerullo gegründet. Sie fokussierten sich dabei auf geschäftliche Hard- und Softwarelösungen für mittlere und kleine Unternehmen (KMU). In den 1970er und 1980er Jahren konnte sich das Unternehmen stetig weiterentwickeln und beschäftigte 1990 bei einem Jahresumsatz von 30 Millionen USD bereits 250 Mitarbeiter.
In den folgenden Jahren eröffnete das Unternehmen die ersten Niederlassungen außerhalb der USA. 2005 fusionierte Lawson mit dem schwedischen ERP-Anbieter Intentia und verbesserte somit seine Stellung im Markt für Enterprise-Resource-Planning-Software.
2009 ist Lawson Software in 40 Ländern tätig und beschäftigt rund 4.000 Mitarbeiter. Der Umsatz zum Ende des Geschäftsjahres am 31. Mai 2008 lag bei 851,9 Mio. USD, der Nettogewinn bei 13,7 Mio. USD. 2011 wurde das Unternehmen vom Wettbewerber Infor Global Solutions für rund zwei Milliarden Dollar übernommen.